# مطبخ أرجنتيني

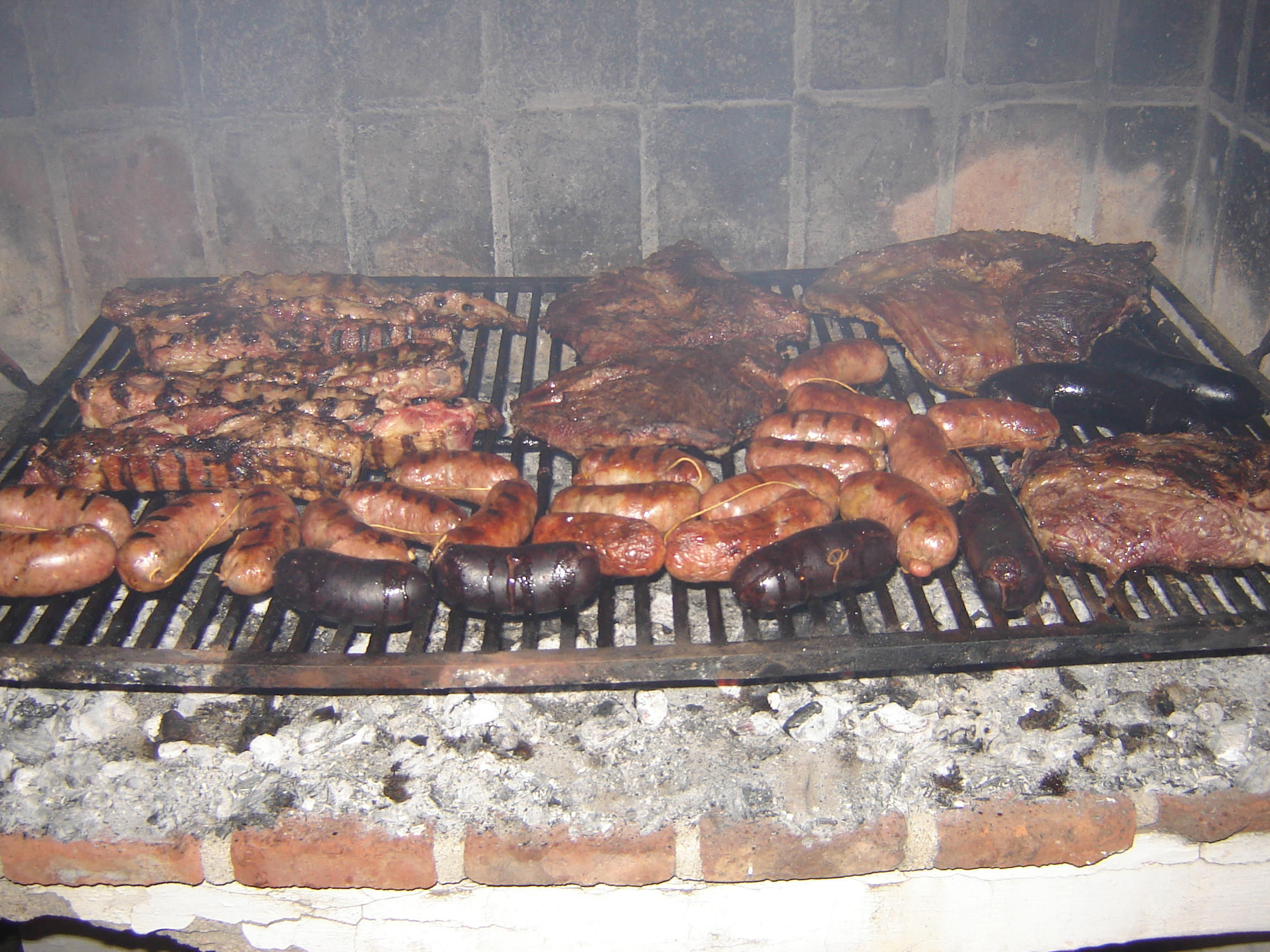
أسادو (مشوي).

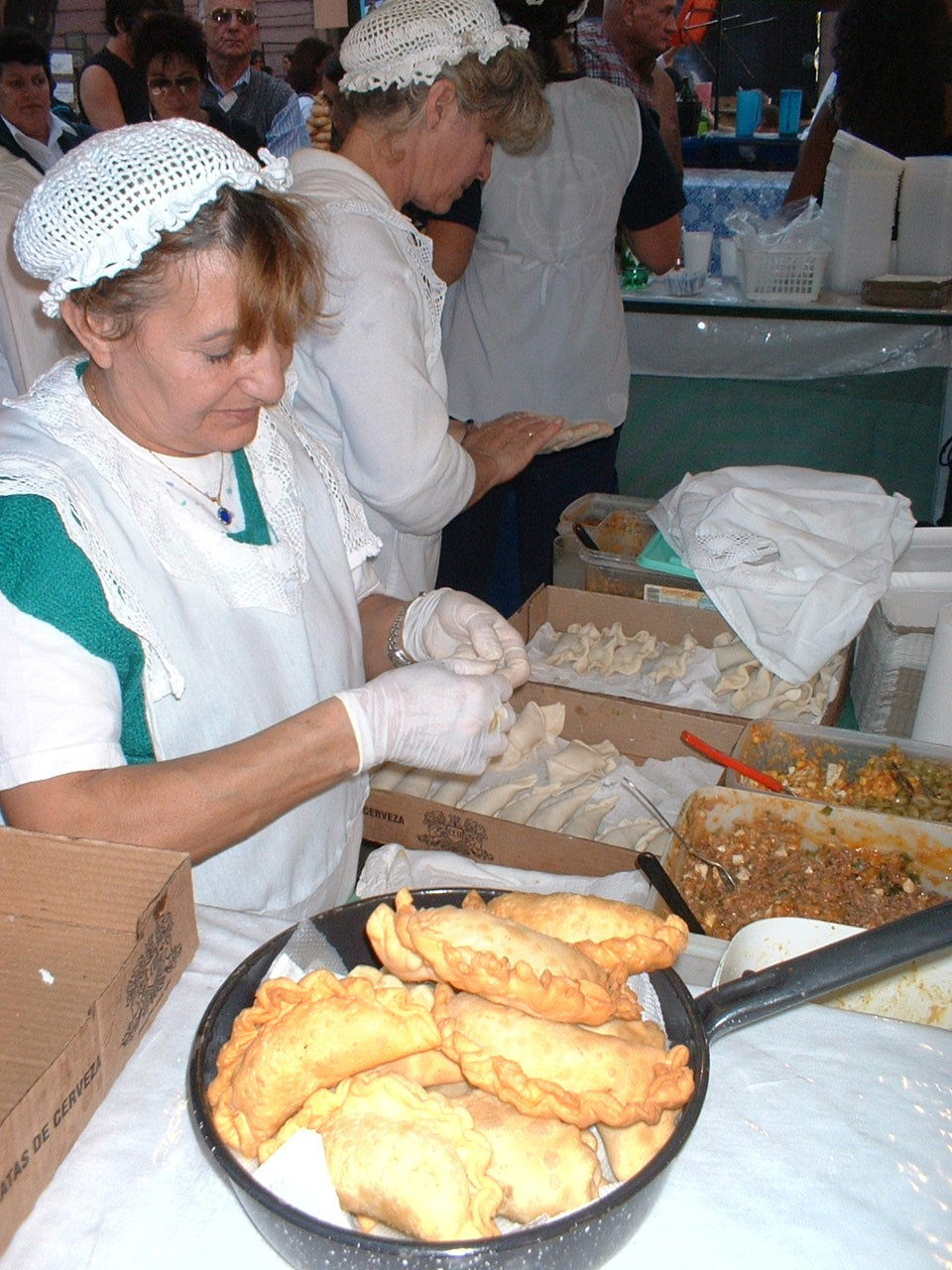
طباخون في بيونيس أيريس يحضرون الإيمباندا.

المطبخ الأرجنتيني هو مطبخ مميز جداً في أمريكا الجنوبية نظراً للتشابه الشديد مع المطابخ الإسبانية والإيطالية والفرنسية وغيرها من المطابخ الأوروبية عوضاً عن المطابخ الأخرى في أمريكا اللاتينية.
هناك عامل آخر ساهم بقوة في تميز المطبخ الأرجنتيني وهو أن هذا البلد هو واحد من المنتجين الرئيسيين في الغذاء العالمي.
الأرجنتين منتج رئيسي للحوم (خصوصاً لحوم البقر) القمح الذرة والحليب الفاصوليا وفول الصويا منذ السبعينيات من القرن العشرين. نظرًا لإنتاج البلاد الواسع من لحوم الأبقار واللحوم الحمراء لذلك فهي جزء لا يتجزأ من نظام الغذاء الأرجنتيني.

## الاستهلاك
تاريخياً، الاستهلاك الأرجنتيني السنوي من لحوم البقر في المتوسط يبلغ 100 كلغ (220 رطلاً) للفرد الواحد , وما يقترب من 180 كلغ (396 رطلا) للفرد الواحد خلال القرن التاسع عشر. بلغ متوسط الاستهلاك 67.7 كيلوغراماً (149 رطلاً) في عام 2007. وبالمثل فإن الكميات الهائلة من حصاد القمح المحلي جعلت الخبز الأبيض (المصنوع من دقيق القمح) من الأطباق الأكثر شيوعاً على الطاولة.
الأطباق الإيطالية المعتمدة في تحضيرها على القمح هي شائعة جداً في الأرجنتين والبيتزا الأرجنتينية تستخدم كميات من طحين القمح الأبيض في مكوناتها مقارنة بالبيتزا الإيطالية.
على الرغم من أن بعض الأطعمة يمكن أن تكون موجودة في كل ركن من أركان البلاد (أما في المطاعم، أو اللحوم المشوية، الدولسي باللبن، بالإضافة إلى جميع أنواع الأطباق الإيطالية، الأسبانية، والفرنسية) يمكن لأي شخص أن يرسم حدود خريطة واسعة لأنواع الطهي الأرجنتينية مقسمة إلى أربع مناطق على أساس الاتجاهات الرئيسية.

## وصلات خارجية
- SaltShaker اكتشاف يومي لثقافة، طعام ومطاعم بيونيس أيريس.
- الأرجنتين في شريحتين من اللحم يومياً